# Linus Pauling Award
Linus Pauling Award er en videnskabspris, der gives for at anerkende ekstraordinære bidrag til kemi. Den bliver uddelt årligt af American Chemical Societys afdelinger Puget Sound, Oregon og Portland, og er navngivet efter den amerikanske kemiker Linus Pauling (1901–1994), der modtog den første pris i 1966.
Der bliver givet en anden Linus Pauling Award fra Chemistry Department på Buffalo State College.

## Modtagere i Oregon
Følgende personer har modtaget Linus Pauling Award i Oregon.
- 1966 – Linus Pauling
- 1967 – Manfred Eigen
- 1968 – Herbert C. Brown
- 1969 – Henry Eyring
- 1970 – Harold C. Urey
- 1971 – Gerhard Herzberg
- 1972 – E. Bright Wilson
- 1973 – E. J. Corey
- 1974 – Roald Hoffmann
- 1975 – Paul Doughty Bartlett
- 1976 – F. Albert Cotton
- 1977 – John A. Pople
- 1978 – Dudley Herschbach
- 1979 – Daniel E. Koshland
- 1980 – John D. Roberts
- 1981 – Henry Taube
- 1982 – George C. Pimentel
- 1983 – Gilbert Stork
- 1984 – John S. Waugh
- 1985 – Harold A. Scheraga
- 1986 – Harry B. Gray
- 1987 – Harden M. McConnell
- 1988 – Keith Ingold
- 1989 – Neil Bartlett
- 1990 – James P. Collman
- 1991 – Rudolph Marcus
- 1992 – Kenneth B. Wiberg
- 1993 – Richard N. Zare
- 1994 – James A. Ibers
- 1995 – Alexander Rich
- 1996 – Kyriacos C. Nicolaou
- 1997 – Ahmed H. Zewail
- 1998 – Allen J. Bard
- 1999 – Peter B. Dervan
- 2000 – Gabor A. Somorjai
- 2001 – Tobin J. Marks
- 2002 – John I. Brauman
- 2003 – Robert H. Grubbs
- 2004 – Martin Karplus
- 2005 – George Whitesides
- 2006 – Peter J. Stang
- 2007 – Jacqueline K. Barton
- 2008 – Thomas C. Bruice
- 2009 – Stephen J. Lippard
- 2010 – Armand Paul Alivisatos
- 2011 – Larry R. Dalton
- 2012 – Robert Cava
- 2013 – Chad Mirkin
- 2014 – Stephen Buchwald
- 2015 – Barry M. Trost
- 2016 – Timothy M. Swager
- 2017 – Christopher C. Cummins
- 2018 – Geraldine Richmond
- 2019 – Catherine Murphy
- 2020 – Paul Chirik
- 2021 – Ingen pris uddelt grundet Coronaviruspandemien
- 2022 – Cynthia J. Burrows
- 2023 – Laura Gagliardi